# Ezequiel Ponce
Ezequiel Ponce Martínez (* 29. März 1997 in Rosario) ist ein argentinischer Fußballspieler italienisch-spanischer Herkunft. Der Stürmer swar Jugendnationalspieler und Olympiateilnehmer.

## Karriere

### Vereine
Ponce kam 2005 von Rosario Sur in die Jugend der Newell’s Old Boys. Am 5. Oktober 2013 kam er im Alter von 16 Jahren bei einem 2:0-Sieg beim Quilmes AC zu seinem ersten Einsatz in der argentinischen Primera División und wurde damit zum jüngsten Debütanten der Vereinsgeschichte. Am 14. März 2014 lief er erstmals in der Copa Libertadores bei einem 0:0 gegen Grêmio Porto Alegre auf. Sein erstes Ligator erzielte er zwei Tage später zur 1:0-Führung nach 11 Minuten bei einem 2:0-Sieg im Heimspiel gegen Racing Club de Avellaneda und wurde damit zum fünftjüngsten Torschützen der argentinischen Primera División.
Aufgrund der starken Leistungen in seinem jungen Alter wurden mehrere europäische Topklubs Ende 2014 auf den Stürmer aufmerksam. Am 15. Januar 2015 bestätigte die AS Rom die Verpflichtung Ponces. Er spielte den Anfang der Saison 2015 noch für die Newell’s Old Boys und wechselte am 31. August 2015 in die italienische Serie A. Mit der A-Jugend der Römer spielte er am 29. September 2015 beim 0:0 gegen BATE Baryssau erstmals in der UEFA Youth League. In der Gruppenphase erzielte er drei Tore bei vier Einsätzen.
Zur Saison 2016/17 wurde Ponce für ein Jahr an den spanischen Erstligisten FC Granada verliehen. Dort kam er in 25 Ligaspielen zum Einsatz und erzielte zwei Tore. Die Spielzeit 2017/18 spielte Ponce auf Leihbasis beim OSC Lille in der Ligue 1. Zur Saison 2018/19 wurde er an AEK Athen verliehen, wo er 16 Tore in 27 Ligaspielen erzielte. Anschließend wechselte Ponce zu Spartak Moskau. Auch dort erwies sich der Stürmer als treffsicher und erzielte in seinen ersten beiden Saisons 15 Ligatore. Nach nur sieben Einsätzen in der Spielzeit 2021/22 wurde er im Januar 2022 bis Saisonende an den FC Elche verliehen. Nach Ablauf der Leihe verpflichteten die Spanier ihn fest. Zur Saison 2023/24 kehrte Ponce zu AEK Athen zurück.

### Nationalmannschaft
Ponce nahm im Mai 2017 mit der argentinischen U20-Nationalmannschaft an der U20-Weltmeisterschaft in Südkorea teil. Er kam in allen drei Gruppenspielen seiner Mannschaft zum Einsatz, die die Gruppe als Tabellendritter beendete und damit ausschied. Zwischen 2019 und 2021 absolvierte er sechs Spiele für die U23.